# Ukishima Maru
La corsara nipponica Ukishima Maru si guadagnò una certa notorietà, anche se, a onor del vero, le prodezze delle navi corsare giapponesi rimarranno per almeno mezzo secolo archiviati in dossier riservati sia giapponesi che statunitensi.
Comunque questa corsara, insieme alle altre, furono scelte per la grande autonomia e velocità, camuffate con false torri, finti fumaioli, finte sovrastrutture e carichi fasulli, e celavano, ben nascoste, un potente armamento come veri e propri incrociatori ausiliari, attrezzati per la guerra contro il traffico mercantile alleato. 
Da precisare che tali corsare condussero una guerra di corsa completamente differente da quella condotta dalle similari tedesche della Kriegsmarine, in quanto i giapponesi concepirono in maniera diversa le operazioni belliche.
La Ukishima Maru fu completata nel 1936 nei cantieri Kokusai Kisen K.K. di Tokyo per conto della società armatrice Nippon Yusen K.K.
La nave era stata commissionata per essere utilizzata per trasportare passeggeri e merci varie lungo la rotta Kōbe-New York.
Nel settembre del 1941, la Ukishima Maru ricevette nei cantieri navali di Tamano, prima, cannoni, mitragliere e tubi lanciasiluri e poi, tutte le attrezzature necessarie per il trasporto e l'utilizzo dell'aereo da osservazione.
Tali lavori di conversione terminarono nella metà di ottobre con il montaggio di due grandi proiettori, uno da 1.100 mm, e l'altro da 900 mm. 